# William Fyfe (tueur en série)
Pour les articles homonymes, voir William Fyfe.
William Fyfe est un tueur en série canadien né le 27 février 1955 à Toronto. Il s'agit du pire tueur en série que le Québec a connu dans son histoire. Il a avoué avoir tué et mutilé neuf femmes, toutes au Québec, entre 1979 et 1999, à Montréal, Pointe-Claire, Baie-D'Urfé, Senneville, Laval, Sainte Agathe, Piedmont, ville Mont-Royal et Sainte-Adèle.
Il a été condamné à la prison à vie pour les meurtres de cinq femmes, en septembre 2001, et a avoué quatre autres meurtres en échange de certaines conditions. Il a conséquemment obtenu son transfert dans une prison anglophone de l'ouest du Canada. 

## Documentaire télévisé
Il est aussi l'objet d'un épisode de l'émission « Un tueur si proche » (Canal D - Canada)